# Zalmoxis (genre)
Genre
Synonymes
- Chondrobunus Loman, 1902
- Metazalmoxis Roewer, 1912
- Acrozalmoxis Roewer, 1915
- Euzalmoxis Roewer, 1915
- Hoplozalmoxis Roewer, 1915
- Parazalmoxida Roewer, 1917
- Zalmoxilla Roewer, 1926
- Zalmoxana Roewer, 1927
- Metagjellerujia Goodnight & Goodnight, 1947
- Foella Goodnight & Goodnight, 1948
- Camanastus Roewer, 1949
- Zalmoxomma Roewer, 1949
- Papuastus Roewer, 1949
- Pygozalmoxis Roewer, 1949
- Gagirius Roewer, 1949
- Sepikusta Roewer, 1949
- Linabia Roewer, 1949
- Papuodes Roewer, 1949
- Savoa Forster, 1949
- Zalmoxissus Roewer, 1949
- Fijicolana Roewer, 1963

Zalmoxis est un genre d'opilions laniatores de la famille des Zalmoxidae.

## Distribution
Les espèces de ce genre se rencontrent  en Océanie et en Asie du Sud-Est.

## Liste des espèces
Selon World Catalogue of Opiliones (21/10/2021) :
- Zalmoxis adze Gainett, Willemart, Giribet & Sharma, 2020
- Zalmoxis armatipes (Strand, 1911)
- Zalmoxis armatus Roewer, 1949
- Zalmoxis aspersus Roewer, 1949
- Zalmoxis austerus Hirst, 1912
- Zalmoxis australis Roewer, 1949
- Zalmoxis bendis Sharma, 2012
- Zalmoxis bilbo Gainett, Willemart, Giribet & Sharma, 2020
- Zalmoxis bonka (Forster, 1949)
- Zalmoxis brevipes (Roewer, 1949)
- Zalmoxis cardwellensis Forster, 1955
- Zalmoxis cheesmani Roewer, 1949
- Zalmoxis convexus (Roewer, 1949)
- Zalmoxis crassitarsis Suzuki, 1982
- Zalmoxis curupira Gainett, Willemart, Giribet & Sharma, 2020
- Zalmoxis cuspanalis (Roewer, 1927)
- Zalmoxis dammermani (Roewer, 1927)
- Zalmoxis darwinensis (Goodnight & Goodnight, 1948)
- Zalmoxis derzelas Sharma, Buenavente, Clouse, Diesmos & Giribet, 2012
- Zalmoxis falcifer Sharma, 2012
- Zalmoxis ferrugineus (Roewer, 1912)
- Zalmoxis furcifer Sharma, 2012
- Zalmoxis gebeleizis Sharma, Buenavente, Clouse, Diesmos & Giribet, 2012
- Zalmoxis granulatus (Loman, 1902)
- Zalmoxis heynemani Suzuki, 1977
- Zalmoxis insula Forster, 1955
- Zalmoxis insularis (Roewer, 1949)
- Zalmoxis jewetti (Goodnight & Goodnight, 1947)
- Zalmoxis kaiensis Suzuki, 1982
- Zalmoxis kaktinsae Sharma, 2012
- Zalmoxis kotys Sharma, Buenavente, Clouse, Diesmos & Giribet, 2012
- Zalmoxis lavacaverna Hunt, 1993
- Zalmoxis lavongaiensis Suzuki, 1985
- Zalmoxis luzonicus Roewer, 1949
- Zalmoxis maculosus (Roewer, 1949)
- Zalmoxis marchei Roewer, 1912
- Zalmoxis mendax Sharma, 2012
- Zalmoxis mindanaonicus Suzuki, 1977
- Zalmoxis minimus Roewer, 1912
- Zalmoxis mitobatipes (Roewer, 1926)
- Zalmoxis muelleri Sharma, Kury & Giribet, 2011
- Zalmoxis mutus Sharma, Kury & Giribet, 2011
- Zalmoxis neobritanicus Suzuki, 1982
- Zalmoxis neocaledonicus Roewer, 1912
- Zalmoxis neoguinensis (Roewer, 1915)
- Zalmoxis occidentalis (Roewer, 1949)
- Zalmoxis pallidus (Roewer, 1915)
- Zalmoxis patellaris (Roewer, 1949)
- Zalmoxis perditus Sharma, 2012
- Zalmoxis ponapeus (Roewer, 1949)
- Zalmoxis princeps Sharma, 2012
- Zalmoxis pumilus Roewer, 1949
- Zalmoxis pygmaeus Sørensen, 1886
- Zalmoxis remingtoni (Goodnight & Goodnight, 1948)
- Zalmoxis robustus Sørensen, 1886
- Zalmoxis roeweri Pérez-González, Sharma & Proud, 2016
- Zalmoxis sabazios Sharma, Buenavente, Clouse, Diesmos & Giribet, 2012
- Zalmoxis sarasinorus Roewer, 1914
- Zalmoxis savesi (Simon, 1880)
- Zalmoxis sepikus (Roewer, 1949)
- Zalmoxis similis Suzuki, 1982
- Zalmoxis solitarius (Roewer, 1917)
- Zalmoxis sorenseni Simon, 1892
- Zalmoxis spinicoxa Roewer, 1949
- Zalmoxis therianthropes Gainett, Willemart, Giribet & Sharma, 2020
- Zalmoxis thorelli Sharma, Kury & Giribet, 2011
- Zalmoxis tristis Thorell, 1891
- Zalmoxis tuberculatus Goodnight & Goodnight, 1948
- Zalmoxis zibelthiurdos Sharma, Buenavente, Clouse, Diesmos & Giribet, 2012

## Publication originale
- Sørensen, 1886 : « Opiliones. » Die Arachniden Australiens nach der Natur beschrieben und abgebildet, p. 53–86.